# 1134
L'any 1134 (MCXXXIV) va ser un any comú començat en dilluns del calendari julià.

## Esdeveniments
- Catalunya - cridats per Oleguer de Barcelona, bisbe de Tarragona, els templers estableixen el seu primer reducte a Catalunya.[1]

## Necrològiques
Món
- 10 de febrer - Cardiff - Robert II de Normandia, duc de Normandia.[2]